# Heodes citragordius
Heodes citragordius är en fjärilsart som beskrevs av Ruggero Verity 1946. Heodes citragordius ingår i släktet Heodes och familjen juvelvingar. Inga underarter finns listade i Catalogue of Life.